# Liste der Wappen in Ligurien
Die Liste der Wappen in den Ligurien zeigt die Wappen der Provinzen der Region Ligurien der Italienischen Republik. In dieser Liste sind die Wappen jeweils mit einem Link auf den Artikel über die Provinz und mit einem Link auf die Liste der Wappen der Orte in dieser Provinz angezeigt.

## Wappen Ligurien

Wappen der Region Ligurien
Flagge von Ligurien
Lage der Region Ligurien
Lage der Provinzen in der Region Ligurien

## Wappen der Provinzen der Region Ligurien

Metropolitanstadt Genua (Wappen der Orte)
Provinz Imperia (Wappen der Orte)
Provinz La Spezia (Wappen der Orte)
Provinz Savona (Wappen der Orte)